# Diaphanophyllum boryanum
Diaphanophyllum boryanum là một loài rêu trong họ Ditrichaceae. Loài này được Müll. Hal. Lindb. mô tả khoa học đầu tiên năm 1863.